# 藍白拖

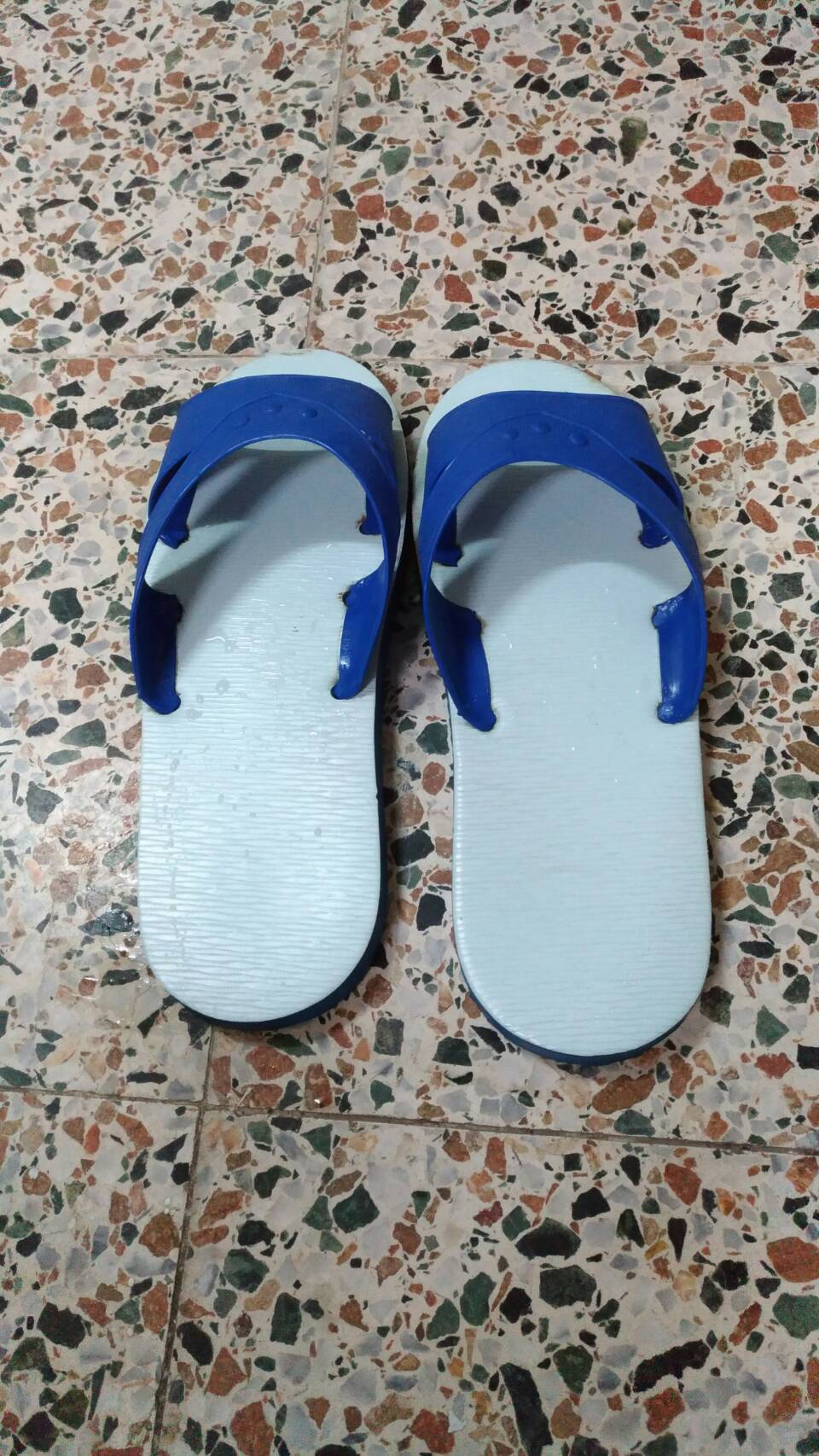
一雙十分常見的藍白拖。

藍白拖為臺灣特有的塑膠拖鞋，特色是由藍白兩色組成，鞋子底部是鋸齒狀橫紋以增加摩擦力。之後，也有紅白主色搭配的該鞋款、價格便宜、舒適耐穿，材質分別為橡膠鞋底及EVA鞋底。
藍白拖起源是在1950年代臺灣，中華民國國防部受美援顧問團建議，指示當時台南生產軍靴的「聯勤廣州橡膠廠」（1972年改聯勤第三經理廠，1976年易名聯勤304廠）研發出大眾可穿的輕便拖鞋（當時只有鞋底和綁繩），配色是採用中華民國國徽藍與白。後來，民間運用便宜的原料和機械化生產技術，大量生產改良的聯勤鞋款。
由於藍白拖價格便宜（一雙只要約新台幣50~100元左右）又舒服、耐穿，因而廣受30歲以上不重外表不重流行的中年人士歡迎。近來，藍白拖常被視為臺灣草根文化的代表，也是所謂「台客」的必備穿著之一，但缺點是底部鋸齒狀橫紋經長久使用而磨平後，一遇潮濕地面極容易打滑、其邊緣有時也會裂開。

## 隱喻
在臺灣監獄受刑人都穿藍白拖，2013年11月立法委員們贈送行政院院長江宜樺藍白拖。
2023年，時值2024年中華民國總統選舉提名，因代表中國國民黨的新北市市長侯友宜與代表台灣民眾黨的黨主席柯文哲，於「藍白合」（指兩黨合力推動「侯柯配」或「柯侯配」參選總統及副總統）議題上出現許多不合及漫長的政黨協商，被大眾譏為「藍白拖」。